# Zarząd planowania żeglugi oceanicznej
Zarząd planowania żeglugi oceanicznej (Planning Board for Ocean Shipping, PBOS) – został stworzony przez Radę Północnoatlantycką (NAC) w 1950. Jest jednym z dziewięciu komitetów NATO, zajmujących się planowaniem międzynarodowej obrony cywilnej w sytuacji zagrożeń (CEP). 
Zarząd zajmuje się planowaniem wsparcia żeglugi oceanicznej dla wojsk NATO w sytuacji zagrożeń. Jego działania planistyczne skupiają się na opracowaniu szacunków potrzeb Sojuszu w czasie kryzysu, oraz stworzenie międzynarodowych procedur, koniecznych by im sprostać.
Zarząd planowania żeglugi oceanicznej obraduje raz do roku, w czasie trwania jesiennej sesji plenarnej NATO. Współpracuje również z państwami uczestniczącymi w programie Partnerstwo dla Pokoju, których jednak nie bierze pod uwagę w procesie decyzyjnym. Podlega Wysokiem Komitetowi Planowania Centralnego na Sytuacje Nadzwyczajnych Zagrożeń (SCEPC).